# Aspidoscelis tigris
Espèce
Synonymes
- Cnemidophorus tigris Baird & Girard, 1852
- Cnemidophorus tesselatus multiscutatus Cope, 1892
- Cnemidophorus tesselatus rubidus Cope, 1892
- Cnemidophorus variolosus Cope, 1892
- Cnemidophorus stejnegeri Van Denburgh, 1894
- Cnemidophorus tesselatus aethiops Cope, 1900
- Cnemidophorus tigris mundus Camp, 1916
- Cnemidophorus bartolomas Dickerson, 1919
- Cnemidophorus celeripes Dickerson, 1919
- Cnemidophorus disparilis Dickerson, 1919
- Cnemidophorus vandenburghi Dickerson, 1919
- Cnemidophorus punctilinealis Dickerson, 1919
- Cnemidophorus canus  Van Denburgh & Slevin, 1921
- Cnemidophorus bacatus Van Denburgh & Slevin, 1921
- Cnemidophorus catalinensis Van Denburgh & Slevin, 1921
- Cnemidophorus dickersonae Van Denburgh & Slevin, 1921
- Cnemidophorus gadovi Burger, 1950
- Cnemidophorus septentrionalis Burger, 1950
- Cnemidophorus tigris pulcher Williams, Smith & Chrapliwy, 1960
- Cnemidophorus tigris punctatus Walker & Maslin, 1964
- Cnemidophorus tigris reticuloriens Vance, 1978
- Cnemidophorus tigris vividus Walker, 1981
- Cnemidophorus marmoratus nigroriens Hendricks & Dixon, 1986

Statut de conservation UICN

 LC  : Préoccupation mineure
Aspidoscelis tigris est une espèce de sauriens de la famille des Teiidae.

## Répartition
Cette espèce se rencontre :

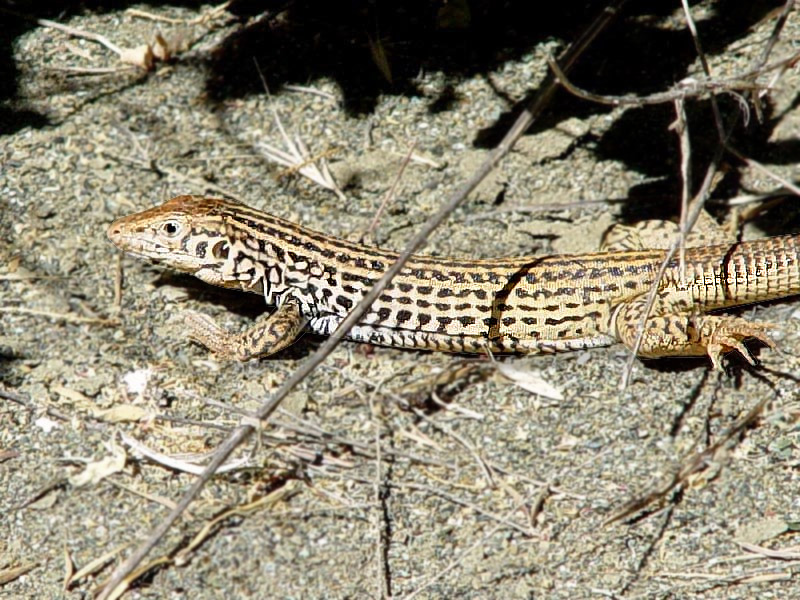

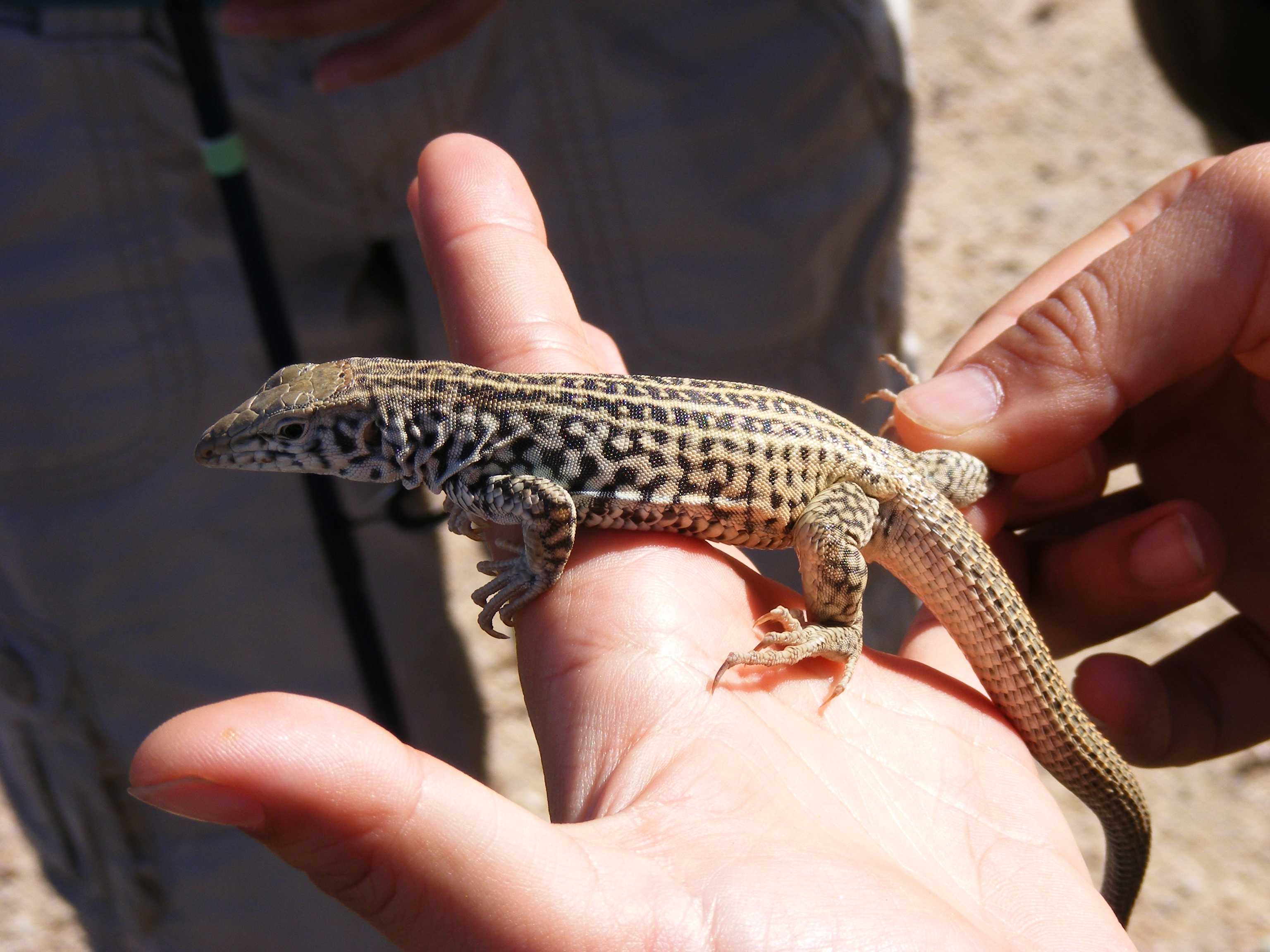

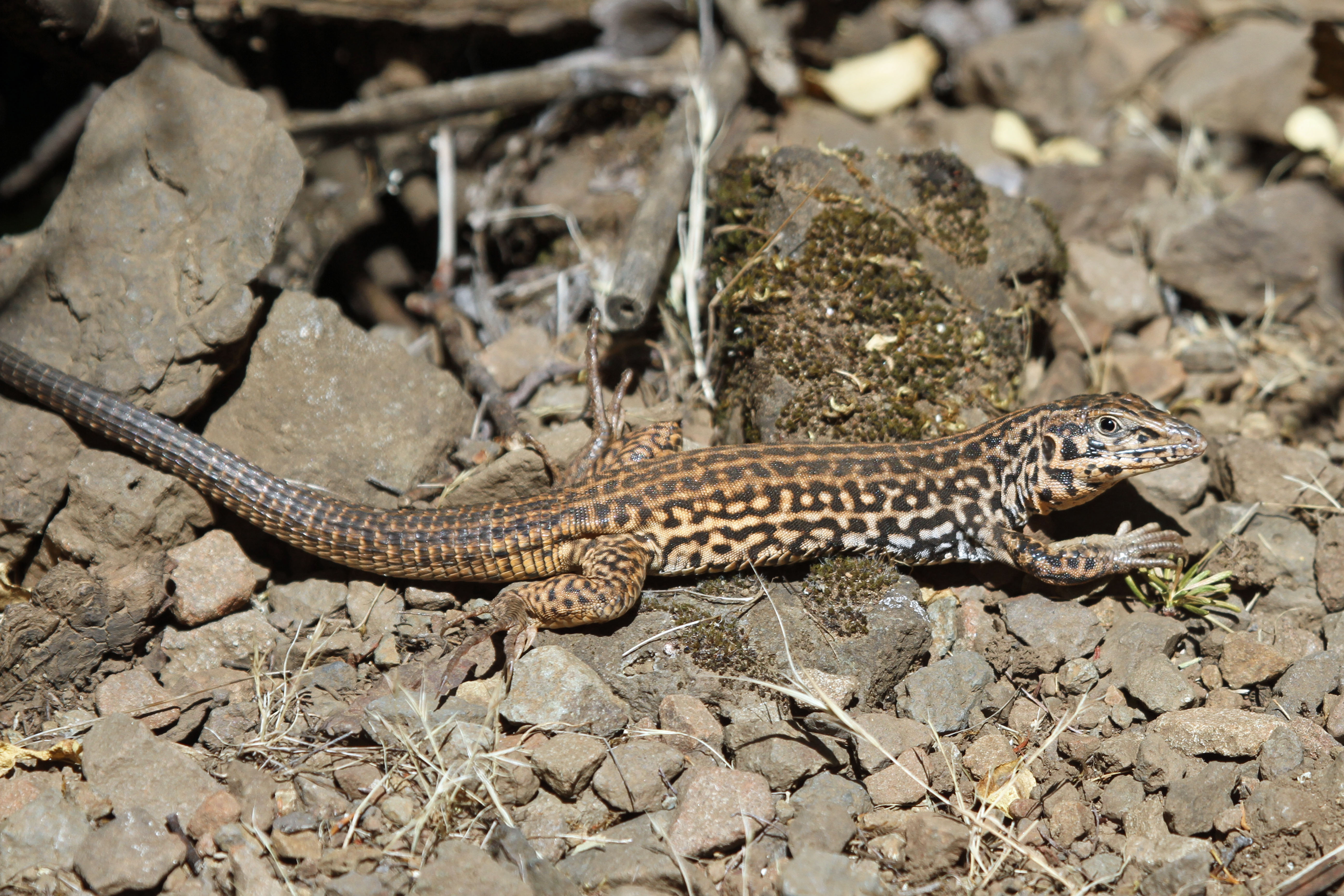

- aux États-Unis ;
- dans le Nord-Ouest du Mexique.

## Liste des sous-espèces
Selon The Reptile Database (22 janvier 2014) :
- Aspidoscelis tigris aethiops (Cope, 1900)
- Aspidoscelis tigris dickersonae (Van Denburgh & Slevin, 1921)
- Aspidoscelis tigris disparilis (Dickerson, 1919)
- Aspidoscelis tigris multiscutatus (Cope, 1892)
- Aspidoscelis tigris munda (Camp, 1916)
- Aspidoscelis tigris nigroriens (Hendricks & Dixon, 1986)
- Aspidoscelis tigris pulcher (Williams, Smith & Chrapliwy, 1960)
- Aspidoscelis tigris punctatus (Walker & Maslin, 1964)
- Aspidoscelis tigris punctilinealis (Dickerson, 1919)
- Aspidoscelis tigris rubidus (Cope, 1892)
- Aspidoscelis tigris septentrionalis (Burger, 1950)
- Aspidoscelis tigris stejnegeri (Van Denburgh, 1894)
- Aspidoscelis tigris tigris (Baird & Girard, 1852)
- Aspidoscelis tigris vandenburghi (Dickerson, 1919)
- Aspidoscelis tigris variolosus (Cope, 1892)
- Aspidoscelis tigris vividus (Walker, 1981)

## Publications originales
- Baird & Girard, 1852 : Characteristics of some new reptiles in the museum of the Smithsonian Institution. Proceedings of the Academy of Natural Sciences of Philadelphia, vol. 6, p. 68-70 (texte intégral).
- Burger, 1950 : New, revived, and reallocated names for North American whiptailed lizards, Genus Cnemidophorus. Natural History Miscellanea, Chicago Academy of Sciences, vol. 65, p. 1-9.
- Camp, 1916 : The subspecies of Sceloporus occidentalis, with description of a new form from the Sierra Nevada and systematic notes on other California lizards. University of California publications in zoology, vol. 17, p. 63-74 (texte intégral).
- Cope, 1893 "1892" : A synopsis of the species of the teiid genus Cnemidophorus. Transactions of the American Philosophical Society, sér. 2, vol. 17, no 1, p. 27-52 (texte intégral).
- Cope, 1900 : The crocodilians, lizards and snakes of North America. Annual report of the Board of Regents of the Smithsonian Institution, vol. 1898, p. 153-1270 (texte intégral).
- Dickerson, 1919 : Diagnoses of twenty-three new species and a new genus of lizards from Lower California. Bulletin of the American Museum of Natural History, vol. 41, no 10, p. 461-477 (texte intégral).
- Hendricks & Dixon, 1986 : Systematics and biogeography of Cnemidophorus marmoratus (Sauria: Teiidae). Texas Journal of Science, vol. 38, p. 327-402.
- Van Denburgh, 1894 : Descriptions of three new lizards from California and lower California, with a note on Phrynonsoma blainvillii. Proceedings of the California Academy of Sciences, sér. 2, vol. 4, p. 296-301 (texte intégral).
- Van Denburgh & Slevin, 1921 : Preliminary diagnoses of more new species of reptiles from islands in the gulf of California, Mexico. Proceedings of the California Academy of Sciences, sér. 4, vol. 11, no 17, p. 395-398 (texte intégral).
- Walker, 1981 : A new subspecies of Cnemidophorus tigris from South Coronado Island, Mexico. Journal of Herpetology, vol. 15, no 2, p. 193-197.
- Walker, & Maslin, 1965 : Cnemidophorus tigris punctatus: A new whiptail lizard from northwestern Sonora, Mexico. University of Colorado Studies, Series in Biology, vol. 20, p. 1-8.
- Williams, Smith & Chrapliwy, 1960 : Turtles and lizards from northern Mexico. Transactions of the Illinois State Academy of Science, vol. 53, p. 36–45 (texte intégral).